# Ander Okamika
Ander Okamika Bengoetxea (ur. 2 kwietnia 1993 w Lekeitio) – hiszpański triathlonista, a następnie kolarz szosowy.

## Życiorys
Okamika początkowo uprawiał triathlon. W dyscyplinie tej osiągał sukcesy na arenie krajowej – w 2018 zdobył brązowy medal mistrzostw Hiszpanii w duathlonie na średnim dystansie i srebrny medal w triathlonie na długim dystansie, a w 2019 srebrny medal w triathlonie na długim dystansie i złoty na średnim. W 2019 zajął 17. pozycję w mistrzostwach świata w triathlonie na długim dystansie.
W 2020, po wybuchu pandemii COVID-19, która spowodowała odwołanie niemal wszystkich imprez triathlonowych, Okamika skupił się na treningu kolarstwa. W sierpniu 2020 zwyciężył w kolarskich mistrzostwach Hiszpanii amatorów (dla zawodników, którzy nie mają w danym momencie podpisanego kontraktu z zespołem jednej z dywizji UCI) w jeździe indywidualnej na czas i zdobył srebrny medal w wyścigu ze startu wspólnego. W tym samym miesiącu wystąpił też w zawodowych mistrzostwach Hiszpanii w jeździe indywidualnej na czas, zajmując 19. pozycję i pokonując ponad połowę stawki, w tym 8 kolarzy reprezentujących wówczas grupy zarejestrowane w UCI. W sezonie 2020 wygrał jeszcze jeden z etapów amatorskiego wyścigu Vuelta a Alicante.
W październiku 2020 podpisał pierwszy zawodowy kontrakt kolarski w karierze, zostając zawodnikiem grupy Burgos-BH. W kwietniu 2021, w ramach Vuelta al País Vasco 2021, zadebiutował w wyścigu z cyklu UCI World Tour, a w sierpniu 2021 wziął udział w Vuelta a España 2021.

## Rankingi

### Kolarstwo szosowe
| Rok             | 2021 | 2022  | 2023  | 2024 |
| --------------- | ---- | ----- | ----- | ---- |
| World Ranking   | 578. | 1244. | 1029. | 660. |
| UCI Europe Tour | 465. | 866.  | -     | -    |
|                 |      |       |       |      |
| Źródło: UCI     |      |       |       |      |